# Ewgeni Mateew

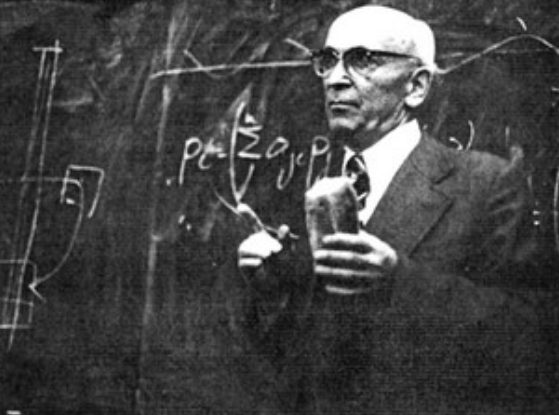
Ewgeni Mateew

Ewgeni Georgiew Mateew (bulgarisch Евгени Георгиев Матеев; * 1. April 1920 in Targowischte; † 4. Juni 1997 in Sofia) war ein bulgarischer Wirtschaftswissenschaftler und Politiker.

## Leben
Mateew studierte Rechtswissenschaften an der Universität Sofia. Später war er als Professor für Volkswirtschaftsplanung tätig. Im Jahr 1974 wurde er Mitglied des Bulgarischen Staatsrates. Außerdem war er Mitglied der Bulgarischen Akademie der Wissenschaften.
Er befasste sich vor dem Hintergrund des damals sozialistischen Wirtschaftssystem Bulgariens mit Problemen der Planung der Volkswirtschaft, der Ökonomischen Kybernetik, der internationalen Arbeitsteilung und der erweiterten Reproduktion im Sozialismus. Mateew wurde mit dem Dimitroffpreis ausgezeichnet.

## Werke (Auswahl)
- Die sozialistische internationale Arbeitsteilung und die Volkswirtschaftsplanung, 1966